# Rébellion de Menashi-Kounachir
La rébellion de Menashi-Kounachir ou guerre (クナシリ・メナシの戦い, Kunashiri Menashi no tatakai) ou bataille de Menashi-Kounachir est un conflit qui a lieu en 1789 entre les Aïnous et les Japonais sur la péninsule de Shiretoko au nord-est de Hokkaidō. Le conflit commence en mai 1789 quand les Aïnous attaquent les Japonais sur l'île de Kounachir et des parties du district de Menashi ainsi qu'en mer. Plus de 70 Japonais sont tués. Les Japonais exécutent 37 Aïnous considérés comme les meneurs et en arrêtent beaucoup d'autres. Les raisons de cette révolte ne sont pas très claires mais il semble que les Aïnous ont été empoisonnés au saké par des marchands japonais au cours d'une cérémonie de loyauté, marchands qui auraient eu d'autres comportements répréhensibles.[Lesquels ?]
Cette rébellion est le sujet de Majin no Umi, un conte pour enfant de Yasuo Maekawa, qui a reçu le prix de l'association japonaise des écrivains pour enfants en 1970.
Une semblable révolte à grande échelle des Aïnous contre l'influence japonaise, la rébellion de Shakushain, a lieu à Yezo de 1669 à 1672.

## Source de la traduction
- (en) Cet article est partiellement ou en totalité issu de l’article de Wikipédia en anglais intitulé « Menashi-Kunashir Rebellion » (voir la liste des auteurs).